# Daewoo FSO Truck Plus
Il pick-up Daewoo FSO Truck Plus è il veicolo con il quale la casa automobilistica FSO, al tempo sotto il controllo della coreana Daewoo, dal 1997 è ritornata in Italia, sotto la denominazione Daewoo-FSO "Truck".
Il veicolo, derivato dalla FSO Polonez, presenta un motore diesel Peugeot di 1.9 litri da 70 cv aspirato di concezione abbastanza vecchia per i tempi. Nonostante la linea non proprio moderna il veicolo ha riscosso un buon successo (in termini relativi per il marchio) essendo stato venduto in qualche centinaia di unità l'anno.
Il veicolo era disponibile in numerosi allestimenti tra cui:
- pick-up ST (Standard) 2 porte
- pick-up LB (Long Bed) 2 porte
- pick-up DC (Double Cab) 2 porte
- pick-up ROY 4 porte

Presenta inoltre altre varianti come per esempio il cassone ribaltabile trilaterale.